# Festival du film d'aventures de Valenciennes
Le festival du film d'aventures de Valenciennes était un festival de cinéma créé en 1990 dans la ville française de Valenciennes et disparu au profit du festival 2 Valenciennes créé en 2011.

## Histoire

### Genèse
D'abord nommée Festival international du film d'action et d'aventures jusqu'en 2004, la première édition du festival eut lieu en 1990, sous la présidence de José Giovanni. Le festival a été créé par Patricia Lasou dans le but de promouvoir les productions cinématographiques internationales consacrées au thème de l'aventure humaine. Les projections se déroulaient au cinéma Les Arcades au centre-ville. Edition 1995/96 le festival était international, a participé à de nombreux films avec différents prix. "Palerme Milan Aller simple» par Claudio Fragasso, est sorti en France après la victoire dans ce festival. À partir de 2003, elles ont eu lieu intégralement au cinéma Le Gaumont, en périphérie de Valenciennes.
Parmi les invités ou les personnalités mise à l'honneur et primées depuis le début de la manifestation, on compte notamment Guy Hamilton, Ingrid Pitt, Caroline Munro, Yousra, Fernando Arrabal, Peter Fonda, Jude Law, Antonio Fargas, Ken Russell, Glenda Jackson, Tsui Hark, Paul Morrissey, Annie Girardot, Jacques Perrin, Bruno Cremer, Françoise Fabian, Ronit Elkabetz, Claude Berri, Anatole Dauman, Marin Karmitz, Bruno Coulais, Claude Lelouch, Adrien Brody, Kim Rossi Stuart, Michael Lonsdale, Kōji Yakusho, Marin Karmitz, Radu Mihaileanu, Vincent Cassel, Guillaume Canet, Benoît Magimel, Maïwenn, Elina Löwensohn, Claudio Fragasso ou encore Heath Ledger.
En 2011, le festival change d'organisateurs et de formule, devenant le festival 2 Cinéma, consacré à la fiction et au documentaire.

## Organisation du festival

### Compétition
- Compétition longs métrages
- Compétition courts métrages

### Prix décernés
- Grand Prix du Festival : ce prix récompense le meilleur film dans la compétition des longs métrages
- Prix Spécial du Jury (jusqu'en 2006)
- Prix du Jury
- Prix du Public
- Grand Prix du Court Métrage : ce prix récompense le meilleur film dans la compétition des courts métrages
- Prix Rémy Julienne: ce prix récompense un comédien ou une comédienne s'étant aussi bien illustré dans des rôles physiques que dans des rôles plus intimistes.
- Prix Robert Enrico: ce prix récompense un premier long métrage.
- Prix du Producteur

### Direction du Festival
- Présidence administrative : Patricia Lasou, remplacée en 2011 par Patricia Riquet.

Le festival a été créé en 1990 par un trio composée de Sylvie Lemaire, de Patricia Lasou et de Patricia Riquet.

## Jurys

### Années 1990
- 1990 : José Giovanni (président du jury)
- 1991 : Robert Enrico (président)
- 1992 : Pavel Lounguine (président)
- 1993 : Victor Lanoux (président)
- 1994 : Richard Lester (président)
- 1995 : Édouard Molinaro (président)
- 1996 : Andrzej Zulawski (président)
- 1997 : André Téchiné (président)
- 1998 : Régis Wargnier (président)
- 1999 : Jerry Schatzberg (président), Marc Shivas, Philippe Caroit, Patrick Catalifo, Jean-Marc Thibault, Saïd Taghmaoui, Amira Casar

### Années 2000
- 2000 : Mike Newell (président), Michèle Laroque, Dominique Pinon, Marthe Keller, Hippolyte Girardot, Mathilde Seigner, Pascale Roberts, Olivier Megaton
- 2001 : Francis Huster (président), Daniel Prévost, Viktor Lazlo, Nicole Croisille, Patrick Dupond, Jérémie Renier, Patrick Schulmann, Antoine Duléry, Philippe Lagouche, Philippe Khorsand
- 2002 : Gabriel Aghion (président), Aurélien Recoing, Jean-Christophe Bouvet, Thierry Dugeon, Andréa Ferréol, Michèle Bernier, Sabine Haudepin, Brigitte Roüan, Serge Riaboukine, Farida Rahouadj, Marie-Sophie L., Bernard Farcy, Artus de Penguern
- 2003 : Laurent Bouhnik (président), Guillaume Depardieu, Valérie Mairesse, Michel Quint, Brigitte Catillon, Georges Corraface, Nathalie Nell, Michel Favory, Laurent Spielvogel, Gaël Leforestier, Clément Sibony, Camille de Casabianca
- 2004 : Philippe Torreton (président), Isabel Otero, Gabrielle Lazure, Catherine Wilkening, Jean-Marie Lamour, François Levantal, Sagamore Stévenin, Charlotte Kady, François Hanss, Denis Parent, Zouzou, Valérie Lagrange
- 2005 : Frédéric Schoendoerffer (président), Paul Belmondo, Frédéric Diefenthal, Guy Jacques, Catherine Jacob, Marie Laforêt, Olivier Sitruk, Laurence Côte, Mylène Demongeot, Michel Ciment, Boris Terral, Michaël Cohen
- 2006 : Christian Vincent (président), Aïssa Maïga, Édouard Montoute, Christophe, Thomas Chabrol, Éva Darlan, Zoé Félix, Aurélien Wiik, Florian Zeller, Gérard Delorme, Stéphan Guérin-Tillié
- 2007 : Claude Brasseur (président), Sacha Bourdo, Bruno Cras, Jean-Pierre Martins, Stanislas Merhar, Beata Nilska, Frédéric Pierrot, Alain Riou, Astrid Veillon, Hélène Vincent
- 2008 : Niels Arestrup (président), Christine Citti, Sara Forestier, Hafsia Herzi, Marianne Denicourt, Frédérique Moidon, Patrick Bouchitey, Nicolas Bedos, Patrick Mille, Simon Brook, Grégori Baquet
- 2009 : Philippe Haïm (président), Colo Tavernier, Déborah François, Nicolas Giraud, Jean-Loup Hubert, François Vincentelli, Franck Stepler

### Années 2010
- 2010 : Christian Carion (président), Firmine Richard, Bernard Montiel, Gwendoline Hamon, François Levantal, Pascale Arbillot, Alain Berliner, Laurent Lafitte, Louis-Do de Lencquesaing

### Jury courts-métrages

#### Années 1990
- 1999 : Jean-Marc Barr (président du jury)

#### Années 2000
- 2000 : Jan Kounen (président)
- 2001 : Fabien Onteniente (président)
- 2002 : Thomas Gilou (président)
- 2003 : Micheline Presle (présidente)
- 2004 : Chantal Lauby (présidente)
- 2005 : Chris Nahon (président)
- 2006 : Samuel Benchetrit (président), Anna Mouglalis, Mélanie Laurent, Arthur Jugnot, Betty Mialet, Leslie Chaffot, Philippe Besson, Jonathan Demurger, Élodie Navarre, Thierry Chèze, Davy Sardou
- 2007 : Gabriel Le Bomin (président), Aurore Auteuil, Mélanie Bernier, Delphine Chanéac, Elric Covarel Garcia, Gianni Giardinelli, Nicolas Giraud, Adrien Jolivet, Louis-Karim Nébati
- 2008 : Thierry Frémont (président), Stéphanie Crayencour, Fanny Valette, Sophie Guillemin, Julie Fournier, Andy Gillet, Sylvain Goldberg, Vincent Martinez, Philippe Bas, Alexandre Thibault
- 2009 : Anne-Marie Étienne (présidente), Marie Brand, Stéphane Custers, Kamel Belghazi, Salomé Stévenin, Tania Garbarski, Charlie Dupont, Anne-Sophie Franck

## Palmarès depuis les années 2000

### Grand prix du Festival
| Année | Film                                              | Réalisateur       | Pays                    |
| ----- | ------------------------------------------------- | ----------------- | ----------------------- |
| 2000  | La Couleur du paradis (Rang-e khoda)              | Majid Majidi      | Iran                    |
| 2001  | Contrôle d'identité (Die Innere Sicherheit)       | Christian Petzold | Allemagne               |
| 2002  | Mon frère, le vampire (Mein Bruder, der Vampir)   | Sven Taddicken    | Allemagne               |
| 2003  | Un Américain bien tranquille (The Quiet American) | Phillip Noyce     | États-Unis              |
| 2004  | Osama                                             | Siddiq Barmak     | Afghanistan             |
| 2005  | Va, vis et deviens                                | Radu Mihaileanu   | France / Israël         |
| 2006  | Le Secret de Kelly-Anne (Opal Dream)              | Peter Cattaneo    | Royaume-Uni / Australie |
| 2007  | Le Bonheur d'Emma (Emmas Glück)                   | Sven Taddicken    | Allemagne               |
| 2008  | Jar City (Mýrin)                                  | Baltasar Kormákur | Islande                 |
| 2009  | The Proposition                                   | John Hillcoat     | Australie               |
| 2010  | Life During Wartime                               | Todd Solondz      | États-Unis              |

### Prix Spécial du Jury
| Année | Film                                           | Réalisateur        | Pays               |
| ----- | ---------------------------------------------- | ------------------ | ------------------ |
| 2000  |                                                |                    |                    |
| 2001  | George Washington                              | David Gordon Green | États-Unis         |
| 2002  | La Famille indienne (Kabhi Kushi, Kabhie Gham) | Karan Johar        | Inde               |
| 2003  | Les Abeilles sauvages (Divoké vcely)           | Bohdan Sláma       | République tchèque |
| 2004  | Gozu                                           | Takashi Miike      | Japon              |
| 2005  | Ralph (Saint Ralph)                            | Michael McGowan    | Canada             |
| 2006  | Unveiled                                       | Angelina Macarrone | Allemagne          |

### Prix du Jury
| Année | Film                                    | Réalisateur           | Pays                                        |
| ----- | --------------------------------------- | --------------------- | ------------------------------------------- |
| 2000  |                                         |                       |                                             |
| 2001  | Chuck & Buck                            | Miguel Arteta         | États-Unis                                  |
| 2002  | Taking sides, le cas Furtwängler        | István Szabó          | France / Allemagne / Royaume-Uni / Autriche |
| 2003  | Nowhere in Africa                       | Caroline Link         | Allemagne                                   |
| 2004  | Japanese Story                          | Sue Brooks            | Australie                                   |
| 2005  | Frankie Wilde (It's all gone Pete Tong) | Michael Dowse         | Royaume-Uni                                 |
| 2006  | Romanzo criminale                       | Michele Placido       | Italie                                      |
| 2007  | Interdit d'interdire (Proibido proibir) | Jorge Durán           | Brésil                                      |
| 2008  | Clubland                                | Cherie Nowlan         | Australie                                   |
| 2009  | Sœur Sourire                            | Stijn Coninx          | Belgique                                    |
| 2010  | Lignes de front                         | Jean-Christophe Klotz | France                                      |

### Prix du public
| Année | Film                                             | Réalisateur        | Pays            |
| ----- | ------------------------------------------------ | ------------------ | --------------- |
| 2000  | La Couleur du paradis (Rang-e khoda)             | Majid Majidi       | Iran            |
| 2001  | Mon père, il m'a sauvé la vie                    | José Giovanni      | France          |
| 2002  | La Famille indienne (Kabhi Kushi, Kabhie Gham)   | Karan Johar        | Inde            |
| 2003  | La Ville sans limites (En la ciudad sin limites) | Antonio Hernández  | Espagne         |
| 2004  | New York masala (Kal Ho Naa Ho)                  | Nikhil Advani      | Inde            |
| 2005  | Va, vis et deviens                               | Radu Mihaileanu    | France / Israël |
| 2006  | C.R.A.Z.Y.                                       | Jean-Marc Vallée   | Canada          |
| 2007  | Delirious                                        | Tom DiCillo        | États-Unis      |
| 2008  | Deux jours à tuer                                | Jean Becker        | France          |
| 2009  | Sœur Sourire                                     | Stijn Coninx       | Belgique        |
| 2010  | The World is Big                                 | Stephan Komandarev | Bulgarie        |

### Prix Rémy-Julienne
- 1999 : Samy Naceri
- 2000 : Guillaume Canet
- 2001 : Samuel Le Bihan
- 2002 : Benoît Magimel
- 2003 : Vincent Pérez
- 2004 : Saïd Taghmaoui
- 2005 : Anne Parillaud
- 2006 : Clovis Cornillac
- 2007 : Roschdy Zem
- 2008 : Grégori Dérangère
- 2009 : Tomer Sisley
- 2010 : Frédéric Diefenthal

### Prix Robert-Enrico
| Année | Film                     | Réalisateur                  | Pays   |
| ----- | ------------------------ | ---------------------------- | ------ |
| 2003  | Mon idole                | Guillaume Canet              | France |
| 2004  | Podium                   | Yann Moix                    | France |
| 2005  | Mon ange                 | Serge Frydman                | France |
| 2006  | Essaye-moi               | Pierre-François Martin-Laval | France |
| 2007  | Pardonnez-moi            | Maïwenn                      | France |
| 2008  | Ceux qui restent         | Anne Le Ny                   | France |
| 2009  | Espion(s)                | Nicolas Saada                | France |
| 2010  | Gainsbourg, vie héroïque | Joann Sfar                   | France |

### Prix du producteur
- 2006 : Jean-Louis Livi
- 2007 : Christine Gozlan
- 2008 : Claude Lelouch
- 2009 : Alain Attal
- 2010 : Philippe Godeau